# Bildøy
Bildøy ou Bildøyna est une île et un village situé dans le landskap Sunnhordland du comté de Vestland, en Norvège. Elle appartient administrativement à Øygarden.

## Géographie
Rocheuse et couverte d'une légère végétation, Bildøy est une île qui s'étend sur environ 2,8 km de longueur pour une largeur approximative de 1,093 km. Elle est fortement urbanisée et compte une école. 